# Европско првенство у атлетици на отвореном 1990 — 800 метара за жене
Трка на 800 метара у женској конкуренцији на Европском првенству у атлетици 1990. у Сплиту одржана је 27. 28. и 29. августа на стадиону Пољуд.
Титулу освојену 1986. у Штутгарту, није бранила Надежда Олизаренко из СССР.

## Земље учеснице
Учествовало је 21 такмичарке из 13 земаља. 
1. Аустрија (1)
2. Западна Немачка (1)
3. Источна Немачка (3)
4. Ирска (1)
5. Италија (1)
6. Југославија (1)
7. Португалија (1)
8. Румунија (3)
9. Совјетски Савез (3)
10. Уједињено Краљевство (3)
11. Холандија (1)
12. Шведска (1)
13. Шпанија (1)

## Рекорди
| Рекорди пре почетка Европског првенства 2014.     | Рекорди пре почетка Европског првенства 2014. | Рекорди пре почетка Европског првенства 2014. | Рекорди пре почетка Европског првенства 2014. | Рекорди пре почетка Европског првенства 2014. | Рекорди пре почетка Европског првенства 2014. |
| ------------------------------------------------- | --------------------------------------------- | --------------------------------------------- | --------------------------------------------- | --------------------------------------------- | --------------------------------------------- |
| Светски рекорд                                    | Јармила Кратохвилова                          | Чехословачка                                  | 1:53,28                                       | Минхен, Западна Немачка                       | 26. јул 1983.                                 |
| Европски рекорд                                   | Јармила Кратохвилова                          | Чехословачка                                  | 1:53,28                                       | Минхен, Западна Немачка                       | 26. јул 1983.                                 |
| Рекорди Европских првенстава                      | Олга Минејева                                 | Совјетски Савез                               | 1:55,41                                       | Атина, Грчка                                  | 8. септембар 1982.                            |
| Светски рекорд сезоне                             | Надежда Лобојко                               | Совјетски Савез                               | 1:56,64                                       | Кијев, СССР                                   | 7. јул                                        |
| Европски рекорд сезоне                            | Надежда Лобојко                               | Совјетски Савез                               | 1:56,64                                       | Кијев, СССР                                   | 7. јул                                        |
| Рекорди после завршетка Европског првенства 2014. |                                               |                                               |                                               |                                               |                                               |
| Европски рекорд сезоне                            | Сигрун Водарс                                 | Источна Немачка                               | 1:55,87                                       | Сплит, СССР                                   | 29. август                                    |

## Најбољи резултати у 1990. години
Најбрже атлетичарке 1990. године на 800 метара пре почетка европског првенства (26. августа 1990) заузимале су следећи пласман на европској и светској ранг листи (СРЛ).
| 1.  | Надежда Лобојко    | Совјетски Савез | 1:56,64 | 7. јул     | 1. СРЛ  |
| 2.  | Људмила Рогачова   | Совјетски Савез | 1:57,1  | 23. јун    | 2. СРЛ  |
| 2.  | Сигрун Водарс      | Источна Немачка | 1;57,18 | 19. август | 3. СРЛ  |
| 4.  | Лилија Нурутдинова | Совјетски Савез | 1:57,25 | 7. јул     | 4. СРЛ  |
| 5.  | Татјана Гребенчук  | Совјетски Савез | 1:57,35 | 7. јул     | 5. СРЛ  |
| 6.  | Кристине Вахтел    | Источна Немачка | 1:57,35 | 15. август | 5. СРЛ  |
| 7.  | Слободанка Чоловић | СФРЈ            | 1:57,42 | 17. август | 7. СРЛ  |
| 8.  | Ивон Грахам        | Источна Немачка | 1:58,32 | 6. јун     | 10. СРЛ |
| 9.  | Ела Ковач          | Румунија        | 1:59,21 | 15. август | 11. СРЛ |
| 10. | Данијела Петреску  | Румунија        | 1:58,58 | 15. август | 13. СРЛ |

Такмичарке чија су имена подебљана учествовале су на ЕП.

## Освајачи медаља
|                               |                                 |                                    |
| Сигрун Водарс Источна Немачка | Кристине Вахтел Источна Немачка | Лилија Нурутдинова Совјетски Савез |

## Резултати

### Квалификације
За полуфиналене су се квалификовале прве четири из све три квалификационе групее (КВ) и четири на основу постигнутог резултата (кв).
| Пласман | Група | Такмичарка         | Земља                | Време   | Белешке |
| ------- | ----- | ------------------ | -------------------- | ------- | ------- |
| 1.      | 1     | Сигрун Водарс      | Источна Немачка      | 2:00,31 | КВ      |
| 2.      | 1     | Љубов Гурина       | Совјетски Савез      | 2:00,47 | КВ      |
| 3.      | 1     | Ела Ковач          | Румунија             | 2:00,54 | КВ      |
| 4.      | 1     | Елен ван Ланген    | Холандија            | 2:00,69 | КВ      |
| 5.      | 3     | Кристине Вахтел    | Источна Немачка      | 2:00,82 | КВ      |
| 6.      | 3     | Татјана Гребенчук  | Совјетски Савез      | 2:00,94 | КВ      |
| 7.      | 3     | Maite Zúñiga       | Шпанија              | 2:01,13 | КВ      |
| 8.      | 3     | Ајслинг Молој      | Ирска                | 2:01,14 | КВ      |
| 9.      | 1     | Елза Амарал        | Португалија          | 2:01,21 | кв      |
| 10.     | 3     | Ан Вилијамс        | Уједињено Краљевство | 2:01,22 | кв      |
| 11.     | 1     | Аурика Митреа      | Румунија             | 2:01,44 | кв      |
| 12.     | 3     | Габи Леш           | Западна Немачка      | 2:01,49 | кв      |
| 13.     | 2     | Тудорица Киду      | Румунија             | 2:01,62 | КВ      |
| 14.     | 2     | Лилија Нурутдинова | Совјетски Савез      | 2:01,63 | КВ      |
| 15.     | 2     | Дајана Едраврдс    | Уједињено Краљевство | 2:01,69 | КВ      |
| 16.     | 2     | Бирте Брунс        | Источна Немачка      | 2:01,94 | КВ      |
| 17.     | 3     | Слободанка Чоловић | Југославија          | 2:01,95 |         |
| 18.     | 1     | Лорејн Бејкер      | Уједињено Краљевство | 2:02,04 |         |
| 19.     | 2     | Андреа Хаген       | Италија              | 2:02,65 |         |
| 20.     | 2     | Марија Акрака      | Шведска              | 2:02,83 |         |
| 21.     | 2     | Терезија Кисл      | Аустрија             | 2:06,44 |         |

### Полуфинале
За финале су се квалификовале по три првопласиране из обе групе (КВ) и две на основу постигнутог резултата (кв).
| Пласман | Група | Такмичарка         | Земља                | Време   | Белешке |
| ------- | ----- | ------------------ | -------------------- | ------- | ------- |
| 1       | 2     | Кристине Вахтел    | Источна Немачка      | 1:59,60 | КВ      |
| 2       | 2     | Ела Ковач          | Румунија             | 1:59,65 | КВ      |
| 3       | 2     | Лилија Нурутдинова | Совјетски Савез      | 1:59,91 | КВ      |
| 4       | 2     | Љубов Гурина       | Совјетски Савез      | 1:59,98 | кв      |
| 5       | 2     | Дајана Едраврдс    | Уједињено Краљевство | 2:00,17 | кв      |
| 6.      | 2     | Аурика Митреа      | Румунија             | 2:00,75 |         |
| 7.      | 1     | Сигрун Водарс      | Источна Немачка      | 2:01,03 | КВ      |
| 8.      | 1     | Елен ван Ланген    | Холандија            | 2:01,14 | КВ      |
| 9.      | 1     | Тудорица Киду      | Румунија             | 2:01,22 | КВ      |
| 10.     | 1     | Татјана Гребенчук  | Совјетски Савез      | 2:01,43 |         |
| 11.     | 1     | Бирте Брунс        | Источна Немачка      | 2:01,70 |         |
| 12.     | 1     | Габи Леш           | Западна Немачка      | 2:02,01 |         |
| 13.     | 1     | Ан Вилијамс        | Уједињено Краљевство | 2:03,36 |         |
| 14.     | 1     | Ајслинг Молој      | Ирска                | 2:04.20 |         |
| 15.     | 2     | Елза Амарал        | Португалија          | 2:01,49 |         |
| 16.     | 2     | Maite Zúñiga       | Шпанија              | 2:01,81 |         |

### Финале
| Пласман | Такмичарка         | Земља                | Време   | Белешке |
| ------- | ------------------ | -------------------- | ------- | ------- |
|         | Сигрун Водарс      | Источна Немачка      | 1:55,87 | СРС     |
|         | Кристине Вахтелl   | Источна Немачка      | 1:56,11 |         |
|         | Лилија Нурутдинова | Совјетски Савез      | 1:57,39 |         |
| 4       | Елен ван Ланген    | Холандија            | 1:57,57 |         |
| 5       | Ела Ковач          | Румунија             | 1:58,33 |         |
| 6       | Тудорица Киду      | Румунија             | 1:59,09 |         |
| 7       | Љубов Гурина       | Совјетски Савез      | 1:59,59 |         |
| 8       | Дајана Едраврдс    | Уједињено Краљевство | 2:02,62 |         |